# Балабанов Генадій Васильович
Балабанов Генадій Васильович (нар. 7 червня 1948, м. Южно-Сахалінськ Сахалінської області (Російська Федерація) — український вчений в галузі регіонознавства, економікогеографії, доктор географічних наук (1992), професор (2000).

## Навчання
Г.Балабанов у 1971 р. закінчив з відзнакою природничо-географічний факультет Кримського державного педагогічного інституту (нині — Таврійський національний університет ім. В. Вернадського).
Восени 1974 р. він вступив до аспірантури відділу теоретичних проблем економічної географії сектору географії АН УРСР. У 1978 році захистив кандидатську дисертацію під керівництвом академіка Максима Мартиновича Паламарчука.
Потім, закінчивши докторантуру, у 1992 році він захистив докторську дисертацію на здобуття наукового ступеня за спеціальністю «Економічна та соціальна географія»). З 2000 р. — професор.

## Трудова діяльність
Після закінчення вишу Г.Балабанов з 1971 року працював вчителем географії у Криму. Потім служив в Радянській армії.
У 1977 році був призначений молодшим науковим співробітником відділу теоретичних проблем економічної географії сектору географії АН УРСР (від 1991 року — Інститут географії НАН України). Потім пройшов шлях старшого (1985—1992 роки) і провідного (1992—1996 рр.) наукового співробітника відділу.
Одночасно, з 1995 року працював на посаді професора Київського інституту «Слов'янський університет» за сумісництвом.
У 1996 році був призначений завідувачем відділу суспільно-географічних досліджень Інститут географії НАН України (до 2002 року).
У серпні 2002 р. очолив нову кафедру країнознавства і міжнародного туризму в Київському міжнародному університеті.
З серпня 2009 р. він працює завідувачем кафедри країнознавства і туризму Національного авіаційного університету.

## Наукова діяльність
Перші свої наукові праці він опублікував, ще будучи студентом старших курсів. Його науковим керівником був засновник кримської школи рекреаційної географії професор І. Т. Твердохлєбов.

### Наукові напрямки
- теорія суспільної географії,
- територіальна організація сільського господарства та агропромислових комплексів,
- географічні засади регіональної політики,
- економічна картографія,
- проблемам раціонального природокористування,
- економічна та соціальна географія зарубіжних країн.
- оцінка трансформації структури і територіальної організації туризму в Україні.

### Наукові праці
Г.Балабанов підготував 8 кандидатів наук у галузі економічної та соціальної географії. Він автор більш ніж 180 наукових праць, серед яких 12 монографій, 4 географічні атласи, 4 навчальних посібники. Він є редактором чи рецензентом багатьох наукових і навчальних видань.
Основні наукові праці
- Балабанов Г. В. Региональный агропромышленный комплекс и направления его экономико-географического исследования // Территориальная структура производственных комплексов. — Киев: Наук. думка, 1981. — С. 236—268.
- Балабанов Г. В. Зернопромышленный комплекс // Территориальная организация агропромышленных комплексов. — Киев: Наук. думка, 1985. — С. 79–102.
- Балабанов Г. В., Умрикулов С. Территориальная организация АПК и ее особенности в горной местности. — Душанбе: Дониш, 1991. — 168 с.
- Балабанов Г. В. Влияние агропромышленного комплекса на социальное развитие территории // Проблемы комплексного развития территории. — Киев: Наук. думка, 1994. — С. 147—165.
- Балабанов Г. В. Внешнеэкономические связи Украины // Регионы Украины: поиск стратегии оптимального развития. — Харьков, 1994. — С. 162—173.
- Балабанов Г. В. Территориальная сегментация продовольственного рынка Украины. Зернопродуктовый комплекс Украины: структура и территориальная организация. — Киев: UAPP /ПАП, 1999. — 105 с.
- Балабанов Г. В., Кобзєв О. М., Семенченко Г.В Трансформація структури сільськогосподарського виробництва України: регіональний аспект. — К.: UAPP/ПАП, 2000. — 29 с.
- Балабанов Г. В., Веклич Л. М., Григорович М. В., Капустянко С. В. та ін. Атлас «Географія України» (допущено Міністерством освіти та науки України — лист № 1/11-1695 від 17.07.2000). — К.: ДНВП «Картографія», 2000. –48 с.
- Балабанов Г. В., Вишневський В. В. Територіальний соціально-економічний моніторинг в Україні. — К.: Нора-друк, 2001. — 58 с.
- Трансформація структури господарства України: регіональний аспект / За ред. Балабанова Г. В., Нагірної В. П., Нижник О. М. — К.: Міленіум, 2003. — 404 с. (співавтор).
- Україна: основні тенденції взаємодії суспільства і природи у ХХ ст. (географічний аспект) / За ред. Л. Г. Руденка. — К.: Академперіодика, 2005. — 316 с. (співавтор).
- Балабанов Г. В., Бабіченко В. М., Барановський В. А. та ін. Комплексний атлас України / За ред. О. І. Шаблія. — К.: ДНВП «Картографія», 2005. — 96 с.
- Балабанов Г. В., Ткачук Л. М. Аналіз процесів взаємодії у системі авіація-туризм // Науковий вісник Ін-ту міжнародних відносин НАУ. Серія: Економіка, право, політологія, туризм. — К.: Вид-во «НАУ-друк», 2010. — Вип. 1. — С. 171—179.
- Балабанов Г. В., Молочко В. В., Бонк Ж. Є. та ін. Атлас вчителя. — К.: ДНВП «Картографія», 2010. — 328 с. (співавтор).
- Балабанов Г. В. Туризм як чинник регіонального розвитку // Тенденції, проблеми і перспективи розвитку національного ринку туристичних послуг: регіональний аспект. — К.: НАУ, 2010. — С. 13–18.
- Балабанов Г. В. Актуальні проблеми розвитку країнознавства в сучасній Україні // Географія та туризм: Наук. зб. — К.: Альтерпрес, 2010. — Вип. 5. — С. 13–16.
- Балабанов Г. В., Ткачук Л. М. Розвиток авіаційного транспорту як чинник підвищення конкурентоспроможності України на світовому ринку туристичних послуг // Географія та туризм: Наук. зб. — К.: Альтерпресс, 2011. — Вип. 14. — С. 159—166.\
- Балабанов Г. В., Коробко А. Теорія та практика організації автобусних турів до країн Європи (на прикладі компанії «Селена-тур») // Взаємодія транспорту і туризму: тенденції, проблеми, перспективи. Зб. наук. праць. — К.: Принт-центр, 2012. — С. 60–65/
- Балабанов Г. В. Територіальна структура зовнішніх туристичних потоків України // Туризм і гостинність в Україні: стан, проблеми, перспективи розвитку. — Черкаси: Брама-Україна, 2012. — С. 146—153.
- Балабанов Г. В. Пріоритети суспільно-географічних досліджень міжнародного туризму в Україні // Україна: географія цілей та можливостей. Зб. наук. праць. — Н.: ФОП «Лисенко М. М.», 2012. — Т. ІІІ. — С. 183—187.
- Балабанов Г. В. Модернізація транспортної системи як чинник підвищення конкурентоспроможності України на світовому ринку туристичних послуг // Взаємодія транспорту і туризму: тенденції, проблеми, перспективи: Зб. наук. праць. — К.: Принт-центр, 2012. — С. 7–13.
- Балабанов Г. В. Пріоритети суспільно-географічних досліджень міжнародного туризму в Україні// Україна: географія цілей і можливостей: зб.наук.праць.– Н.: ФОП «Лисенко М. М.», 2012.–Т.III.– C.183-187.
- Балабанов Г. В. Український ринок послуг вищої освіти в галузі туризму: реалії та перспективи // Індустріальний туризм: реалії та перспективи: реалії та перспективи: матер. I Міжн. форуму — Кривий Ріг: вид. Р. А. Козлов, 2013. — С.189-194.
- Балабанов Г. В. Сайчук В. С. Роль географії у науковому пошуку в галузі туризму і рекреації в Україні // Економічна та соціальна географія: зб. наук. праць. — К., 2013. — Вип. 3 (68). — С. 21-28.Балабанов Г. В. Сучасний стан національного ринку вищої професійної освіти в галузі туризму / Г. В. Балабанов, Р. О. Гришко // Географія та туризм. — 2014. — Вип.28. — С.19–28.
- Балабанов Г. В. Сучасний стан національного ринку вищої професійної освіти в галузі туризму / Г. В. Балабанов, Р. О. Гришко // Географія та туризм. — 2014. — Вип.28. — С.19–28.
- Балабанов Г. В. Сучасний стан національного ринку вищої професійної освіти в галузі туризму / Г. В. Балабанов, Р. О. Гришко // Географія та туризм. — 2014. — Вип.28. — С.19–28.
- Балабанов Г. В. Тенденції розвитку туризмознавства в Україні / Г. В. Балабанов, В. С. Сайчук // Геополитика и экогеодинамика регионов. — 2014. — Том 10. — Выпуск 2. — С. 286—291.
- Балабанов Г. В. Сучасна Україна крізь призму транскордонних потоків населення / Г. В. Балабанов // Економічна та соціальна географія. — 2015. — Вип. 1 (71). — С. 10–17.
- Балабанов Г. В. Туризм в Європейському Союзі: глобальний, національний та регіональний виміри / Г. В. Балабанов // Стратегія розвитку України (економіка, соціологія, право). — 2015. — № 2. — С. 29–33.

## Громадська діяльність
Г.Балабанов бере участь у виконанні ряду міжнародних проектів як експерт від України (Проект аграрної політики в Україні Університету штату Айова, США; Програма технічної допомоги PSO, Нідерланди; Проект LARGIS «Посилення інституційної спроможності місцевих і регіональних органів влади», Велика Британія та ін.). Побував у більшості країн на теренах колишнього СРСР, а також в Австрії, Бельгії, Ватикані, Іспанії, Італії, Німеччині, Польщі, Словаччині, Угорщині, Франції, Чехії, є редактором чи рецензентом багатьох наукових і навчальних видань.
З 1992 року — заступник головного редактора «Українського географічного журналу».